# (136523) 2006 DM195
(136523) 2006 DM195 es un asteroide perteneciente al cinturón de asteroides, descubierto el 28 de febrero de 2006 por el equipo del Lincoln Near-Earth Asteroid Research desde el Laboratorio Lincoln, Socorro, Nuevo México.

## Designación y nombre
Designado provisionalmente como 2006 DM195.

## Características orbitales
2006 DM195 está situado a una distancia media del Sol de 2,753 ua, pudiendo alejarse hasta 3,511 ua y acercarse hasta 1,995 ua. Su excentricidad es 0,275 y la inclinación orbital 6,171 grados. Emplea 1668,71 días en completar una órbita alrededor del Sol.
Los próximos acercamientos a la órbita de Júpiter ocurrirán el 17 de octubre de 2035, el 13 de marzo de 2073 y el 20 de marzo de 2095.

## Características físicas
La magnitud absoluta de 2006 DM195 es 15,06. Tiene 5,088 km de diámetro y su albedo se estima en 0,090.